# Jovan Obrenović
Jovan Teodorović Obrenović (en serbe cyrillique : Јован Обреновић), né en 1787 à Gornja Dobrinja et mort le 22 janvier 1850 à Sremski Karlovci, était une personnalité politique serbe qui joua un rôle notamment dans le second soulèvement contre les Ottomans.  Il était le frère du prince Miloš Obrenović et de Jevrem Obrenović. Également connu sous le surnom de Gospodar Jovan (« Monseigneur Jean »), il a été gouverneur des secteurs de Rudnik et de Požega.

## Biographie
Jovan Obrenović est né vers 1787 à Gornja Dobrinja, près d'Užice. En 1815, il participa au soulèvement de Takovo, événement qui donna le signal de départ du second soulèvement serbe contre les Turcs ; son frère Miloš Obrenović était l'instigateur et le chef de la rébellion ; toujours en 1815, Jovan participa à la bataille de Ljubić. La victoire des Serbes dans ce soulèvement conduisit à la création d'une Principauté de Serbie, autonome de fait vis-à-vis de la Sublime Porte, dont Miloš devint le premier souverain. En 1825, il participa à la répression de la révolte de Đak qui visait son frère. Gouverneur des districts de Rudnik et de Požega, il se fit construire un konak dans la ville de Čačak en 1835, édifice qui abrite aujourd'hui le Musée national de la ville. En 1836, il fit construire l'église Saint-Nicolas de Brusnica ; le cimetière de l'église accueille aujourd'hui les tombes de nombreux membres de la dynastie des Obrenović. Le prince Miloš fut démis de ses fonctions en 1842 et remplacé par le prince Alexandre, qui appartenait à la dynastie des Karađorđević, rivale de celle des Obrenović. Jovan, comme son frère, prit le chemin de l'exil et mourut à Sremski Karlovci, une ville aujourd'hui située en Serbie mais qui, à l'époque, appartenait à l'Autriche des Habsbourg.

## Mariages et descendance
Jovan Obrenović a été marié deux fois. Une première fois en 1814 avec  Kruna Mihailović, morte en 1835, et dont il eut un fils, Obren (1818-1826), et une fille, Savka (1828-1834). Il se remaria en 1835 avec Ana Joksić (1818-1880) ; avec elle, il eut deux filles : Anastasija (1839-1933) et Ermila (1844-1918). Anastasija se maria elle-même en 1858 avec Teodor Aleksić de Majna (1825-1891). Ermila se maria en 1860 avec Nikola Čupić puis, en 1867, avec Tihomil Teša Nikolić (1832-1886).